# Классон, Эмма
Эмма Классон (швед. Emma Claesson; девичья фамилия Энгстранд; 14 декабря 1977) — шведская ориентировщица, призёр чемпионатов мира и Европы по спортивному ориентированию.

## Карьера
Впервые заявила о себе выиграв этап Кубка мира в Японии 2000 году.
Дважды в 2005 и 2007 годах становилась призёром чемпионатов мира в составе женской эстафетной команды.
Успешно выступала на чемпионатах Европы — в 2004 году завоевала две медали в индивидуальных гонках,
а на чемпионате Европы в латвийском Вентспилсе в 2008 году завоевала бронзу на длинной дистанции и золото в эстафете.
Двенадцати кратная чемпионка Швеции. По профессии инженер-химик.
В 2009 году у Эммы и Рикарда Классона родился сын Хьюго. После замужества выступает под фамилией Классон.